# Dahteste
Dahteste (Tah-das-te) (environ 1860–1955) est une femme guerrière amérindienne de la tribu des Apaches Chiricahua. 

## Biographie
Elle naît vers 1860. C'est une femme de petite taille, mais de grande expérience, qui a chevauché avec sa famille aux côtés de Cochise alors qu'elle n'était encore qu'une enfant, ce dont elle conservera le souvenir toute sa vie. Elle était la sœur de Ilth-goz-ay, la femme de Chihuahua (Kla-esh), chef des Chokonen.
Compatriote de Geronimo, elle a un rôle-clé dans la négociation de sa reddition à la cavalerie des États-Unis. Elle passe huit ans dans une prison de Floride, et est ensuite envoyée dans une prison militaire à Fort Sill, Oklahoma. Dix-neuf ans plus tard, elle est libérée et vit le reste de ses jours dans la réserve indienne des Mescaleros. Elle meurt à un âge avancé, ayant toujours conservé son caractère intraitable.
Comme son amie Lozen (sœur de Victorio, le chef des Apaches Chiricahua), Dahteste est une guerrière. À la différence de Lozen, elle se marie avec Ahnandia et a des enfants. De plus, toujours à la différence de Lozen, elle a toujours pris grand soin de son apparence tout au long de sa vie.

## Fictions littéraires
- Karl Lassiter, The Warrior's Path, Kensington Publishing Corporation, 1998.
- Philippe Morvan, Ours, Calmann-Levy, 2018.